# Хопстен
Хопстен (њем. Hopsten) општина је у њемачкој савезној држави Северна Рајна-Вестфалија. Једно је од 24 општинска средишта округа Штајнфурт. Према процјени из 2010. у општини је живјело 7.676 становника. Посједује регионалну шифру (AGS) 5566020, NUTS (DEA37) и LOCODE (DE HOP) код.

## Географски и демографски подаци
Хопстен се налази у савезној држави Северна Рајна-Вестфалија у округу Штајнфурт. Општина се налази на надморској висини од 40 метара. Површина општине износи 99,8 km². У самом мјесту је, према процјени из 2010. године, живјело 7.676 становника. Просјечна густина становништва износи 77 становника/km².

## Међународна сарадња
| Мјесто            | Држава    | Врста сарадње | Од    |
| ----------------- | --------- | ------------- | ----- |
| Нов               | Француска | партнерство   | 1988. |
| Виланова дел Ками | Шпанија   | контакт       | 2002. |
| Калчинаја         | Италија   | пријатељство  | 2001. |
| Извор             |           |               |       |